# Maximo
Maximo (також відома як Maximo: Ghosts to Glory в США) - це 3D hack and slash платформер розроблений та виданий Capcom для PlayStation 2 . Гра, заснована на всесвіті Ghosts n'Goblins, але містить оригінальних персонажів створених мангакою Сусуму Мацусітою. Гра має сіквел Maximo vs. Army of Zin, що вийшов у 2003 році на PlayStation 2.

## Ігровий процес
Гра є пригодницьким бойовиком у тривимірному світі. Персонаж бореться з великою кількістю ворогів використовуючи щит і меч, як і в серії Ghosts n' Goblins, якщо персонаж отримує шкоду, то він втрачає свою броню, а пропустивши ще один удар - вмирає. Втративши все життя гравець може відкупитися від смерті і продовжити, але ціна з кожним разом зростатиме. У грі п'ять світів, кожен з яких містить чотири етапи та битву з босом .

## Сюжет
Лицар Maximo, повернувшись із чергового військового походу, виявив своє королівство пограбованим. Королівський радник Achille викликав злого демона на землю. Тепер всі дороги заповнені ордами мерців, а чотири мудрі чарівниці були ув'язнені в чотири вежі, розташовані в різних кутах королівства. Крім всього цього, Achille змусив подругу Maximo принцесу Софію вийти за нього заміж, і тепер гравець має врятувати чарівниць, відновити мир і порядок у королівстві та повернути собі свою дівчину.

## Розробка
Гра стала спробою поєднати світ гри Ghosts'n Goblins із художнім стилем мангаки Сусуму Мацусити. Спочатку гра розроблялася для Nintendo 64, пізніше цільовою платформою стала Dreamcast, а після цього PlayStation 2  .
Дизайнери намагалися зробити гру у старому стилі та малювали рівні олівцем та ручкою  . Саундтрек гри склали ремікси мелодій з Ghouls'n Ghosts, написані Томмі Талларіко .

## Оцінки преси
Maximo отримала здебільшого позитивні рецензії. Оцінка на Metacritic становила 84/100.  Японський журнал Famitsu оцінив гру на 31 із 40. 
Гра продалася в Північній Америці тиражем більш ніж 400 000 екземплярів і набула статусу «PlayStation 2 Greatest Hits». Медіапортал IGN включив гру до списку 10 найскладніших ігор на PS2  .